# Sergio D'Elia
Sergio D'Elia (Pontecorvo, Italia; 5 de mayo de 1952) es un político italiano, activista y ex-terrorista de izquierda ahora partidario de los derechos humanos y defensor de la no violencia.
D'Elia pasó 12 años en prisión por su afiliación a la organización terrorista italiana "Prima Linea". En 1986 abandonó la lucha armada y la ideología marxista adoptando una posición libertaria de izquierda y pronto se unió al Partido Radical (organización política socioliberal y libertaria).
Luego, fundó en Roma (1993), con su primera esposa Mariateresa Di Lascia, Marco Pannella y la ex comisaria de la Unión Europea, Emma Bonino (todos políticos del Partido Radical), la organización no gubernamental Hands Off Cain ("Manos fuera de Caín"), la cual lucha contra la pena de muerte y la tortura en el mundo.
El gran éxito de D'Elia y Hands Off Caín fue la moratoria de Naciones Unidas sobre la pena de muerte (2007), propuesta por el gobierno de Italia.
Fue miembro del Parlamento italiano desde el año 2006 al 2008.